# Lesmone pelidnalis
Lesmone pelidnalis là một loài bướm đêm trong họ Erebidae.